# SC Aarschot
SC Aarschot is een Belgische voetbalclub uit Aarschot. In 2007 ontstond deze club door een fusie tussen KVO Aarschot en KV Aarschot Sport. SC Aarschot is aangesloten bij de KBVB met stamnummer 9504 en heeft wit-zwart als kleuren.

## Voetbal in Aarschot

### KV Aerschot Sport
Het begon allemaal al in 1924 toen Aerschot Sport werd opgericht. Ze sloten zich meteen aan bij de Koninklijke Belgische Voetbalbond, maar het zou tot 1945 duren voordat ze voor het eerst de nationale reeksen, derde klasse, bereikten. Vijf jaar later kregen ze de koninklijke titel en nam Aerschot Sport de vrijheid om hun naam te veranderen in KV Aarschot Sport. Een jaar later veranderde de voetbalstructuur en hoewel ze midden in hun competitie eindigden, moesten ze toch degraderen naar de nieuw gecreëerde vierde divisie. In 1957 wonnen ze het kampioenschap en keerden terug naar de derde klasse, maar in 1962 moesten ze terug. Een jaar later degradeerden ze zelfs naar de regionale competities. Ze zouden daar blijven tot halverwege de jaren 1980. 

### Ourodenberg Sport
Intussen werd een tweede team in Aarschot opgericht (Ourodenberg Sport in 1930 - pas in 1942 bij de KBVB) en in de loop van de decennia verschoof de nummer één plek in Aarschot naar Ourodenberg Sport toen ze de nationale reeksen bereikten in 1974. Tot 1983 ze zouden op en neer gaan tussen de vierde nationale divisie en de hoogste regionale competitie. 

### KVO Aarschot
1983 was het jaar waarin Ourodenberg Sport en KV Aerschot Sport besloten hun krachten te bundelen en één groot team te worden in de regio Aarschot. De nieuwe teamnaam werd KVO Aarschot en bleef spelen met het startnummer van KV Aerschot Sport. Vier jaar na de fusie keerde Aarschot terug naar de nationale reeksen. Alles leek erg positief, want in 1989 promoveerden ze zelfs naar de derde divisie. Dit duurde tot 1995 toen ze terug degradeerden en hoewel ze soms bijna teruggingen (en in 1997 deden ze dat heel kort), daalden de resultaten en de financiën drastisch.

### SC Aarschot
In 2007 was er geen geld meer en moest KVO Aarschot alle activiteiten staken. Niet lang daarna richtten twee bestuursleden van fanverenigingen KVO Aarschot SC Aarschot op om in de voetsporen van KVO Aarschot te treden. Juridisch is alles nieuw aan het team, maar in werkelijkheid is dit de voortzetting van wijlen KVO Aarschot. Sindsdien werkt het team aan de terugweg naar de nationale afdelingen. Nu speelt de ploeg in de hoogste provinciale competitie en zit ze nog vol met ambitie. Vandaar dat ook spelers als Kenneth Van Goethem en Kevin Vandenbergh werden aangetrokken. De club speelt sinds 2007 in het Laaksite stadion.

## Resultaten
| 2007/08 |    |    |      |      |      |     |      |       | 14                                                       | Vierde Prov. Brab.                                       | 23                                                       |                                                          |
| 2008/09 |    |    |      |      |      |     |      |       | 9                                                        | Vierde Prov. Brab.                                       | 39                                                       |                                                          |
| 2009/10 |    |    |      |      |      |     |      |       | 1                                                        | Vierde Prov. Brab.                                       | 72                                                       |                                                          |
| 2010/11 |    |    |      |      |      |     |      | 6     |                                                          | Derde Prov. Brab.                                        | 46                                                       |                                                          |
| 2011/12 |    |    |      |      |      |     |      | 1     |                                                          | Derde Prov. Brab.                                        | 62                                                       |                                                          |
| 2012/13 |    |    |      |      |      |     | 3    |       |                                                          | Tweede Prov. Brab.                                       | 52                                                       |                                                          |
| 2013/14 |    |    |      |      |      |     | 5    |       |                                                          | Tweede Prov. Brab.                                       | 48                                                       |                                                          |
| 2014/15 |    |    |      |      |      |     | 2    |       |                                                          | Tweede Prov. Brab.                                       | 70                                                       |                                                          |
| 2015/16 |    |    |      |      |      |     | 2    |       |                                                          | Tweede Prov. Brab.                                       | 76                                                       |                                                          |
|         | 1A | 1B | 1Nat | 2Afd | 3Afd | P.I | P.II | P.III | Vanaf 2016-17 zijn er 3 nationale en 2 regionale niveaus | Vanaf 2016-17 zijn er 3 nationale en 2 regionale niveaus | Vanaf 2016-17 zijn er 3 nationale en 2 regionale niveaus | Vanaf 2016-17 zijn er 3 nationale en 2 regionale niveaus |
| 2016/17 |    |    |      |      |      |     | 1    |       |                                                          | Tweede Prov. Brab.                                       | 93                                                       |                                                          |
| 2017/18 |    |    |      |      |      | 7   |      |       |                                                          | Eerste Prov. Brab.                                       | 43                                                       |                                                          |
| 2018/19 |    |    |      |      |      | 8   |      |       |                                                          | Eerste Prov. Brab.                                       | 40                                                       |                                                          |
| 2019/20 |    |    |      |      |      | 7   |      |       |                                                          | Eerste Prov. Brab.                                       | 36                                                       |                                                          |
| 2020/21 |    |    |      |      |      | -   |      |       |                                                          | Eerste Prov. Brab.                                       | -                                                        | Geen competitie door COVID-19.                           |
| 2021/22 |    |    |      |      |      | 13  |      |       |                                                          | Eerste Prov. Brab.                                       | 36                                                       |                                                          |
| 2022/23 |    |    |      |      |      |     | 10   |       |                                                          | Tweede Prov. Brab. A                                     | 40                                                       |                                                          |
| 2023/24 |    |    |      |      |      |     | 13   |       |                                                          | Tweede Prov. Brab. B                                     | 28                                                       |                                                          |
| 2024/25 |    |    |      |      |      |     |      | 3     |                                                          | Derde Prov. Brab. D                                      | 61                                                       |                                                          |
| 2025/26 |    |    |      |      |      |     |      |       |                                                          | Derde Prov. Brab. C                                      |                                                          |                                                          |